# 1506 w sztukach plastycznych

Leonardo da Vinci, Mona Lisa (Gioconda), portret Lisy del Giocondo (z domu Gherardini), żony kupca Francesca di Bartolomeo del Giocondo

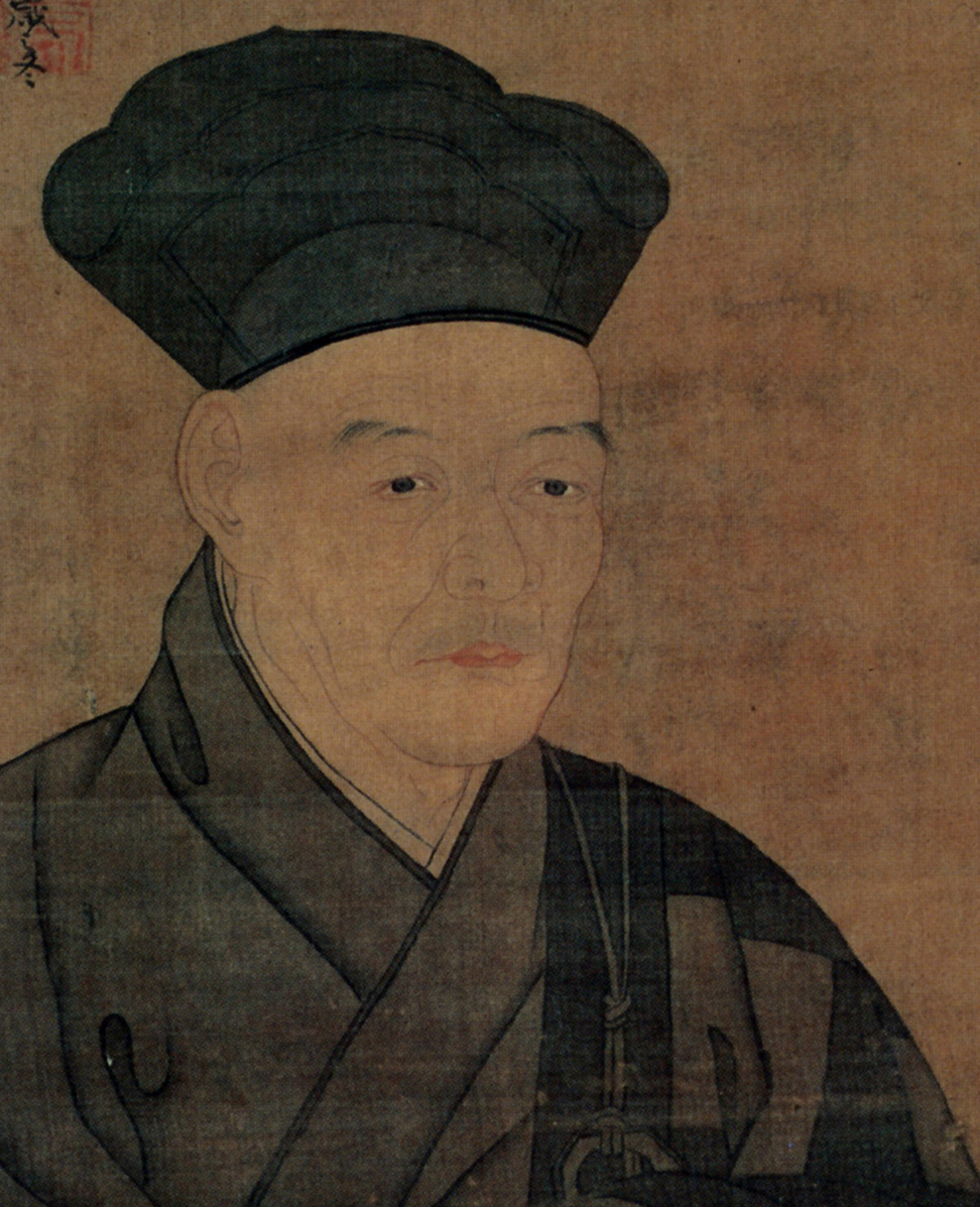
Sesshū Tōyō

Wydarzenia w sztukach plastycznych i wizualnych w 1506 roku.

## Dzieła
- Leonardo da Vinci, Mona Lisa[1] (ukończony prawdopodobnie w 1519[2]). Przedstawia najprawdopodobniej Lisę del Giocondo. Według jednej z hipotez, wysuniętej przez Zygmunta Freuda, modelem mogła też być matka artysty, Caterina[2].

## Urodzili się
- Girolamo Lombardo, włoski rzeźbiarz[3].

## Zmarli
- 26 sierpnia – Sesshū Tōyō, japoński malarz[4].
- 13 września Andrea Mantegna, włoski malarz[5].
- Pietro di Domenico, włoski malarz[6].